# Proiectul Montauk
Proiectul Montauk este o teorie a conspirației care susține că există o serie de proiecte guvernamentale secrete ale Statelor Unite desfășurate la Camp Hero sau Montauk Air Force Station la Montauk, Long Island, în scopul dezvoltării tehnicilor de război psihologic și a cercetărilor exotice, inclusiv a călătoriilor în timp. Povestea proiectului Montauk a provenit din seria de cărți a lui Preston Nichols, Proiectul Montauk, care amestecă aceste relatări cu povestiri despre experimentul Philadelphia.

## Origine
Povestiri despre Proiectul Montauk au circulat de la începutul anilor 1980. Potrivit cercetătorului OZN Jacques Vallée, povestirile despre Experimentul Montauk  par sa fi apărut din afirmațiile lui Preston Nichols, care a pretins ca si-a recuperat amintirile reprimate despre propria sa implicare și susține ca este răpit periodic pentru a-și continua participarea împotriva voinței sale. Nichols, născut pe 24 mai 1946 pe Long Island, New York, pretinde că are diplome în parapsihologie, psihologie și inginerie electrică și a scris o serie de cărți, numite seria de proiecte Montauk, împreună cu Peter Moon, tema principală a acestora fiind presupusele activități de la Montauk. Acestea se concentrează pe subiecte precum experimentele guvernamentale / militare ale Statelor Unite în domenii cum ar fi călătoria în timp, teleportarea, controlul minții, contactul cu viața extraterestră și  falsificarea aselenizării programului Apollo, încadrate în dezvoltările care au urmat după un experiment de succes din Philadelphia din 1943. Acestea culminează cu "o gaură ruptă în spațiu-timp" în 1983. 
Autorii au încurajat speculațiile despre conținutul acestora; de exemplu, ei au scris: "Fie că citiți acest lucru ca științifico-fantastic sau non-ficțiune veți descoperi o poveste uimitoare" în primul lor capitol, descriind o mare parte din conținut ca "fapte soft" într-un ghid pentru cititori și publicând un buletin informativ cu actualizări ale povestirii. 
Lucrarea a fost caracterizată ca ficțiune.

## În mass-media
În 2015, Montauk Chronicles, o adaptare de film a conspirației cu Preston Nichols, Al Bielik și Stewart Swerdlow, a fost lansată online pe DVD și Blu-ray. Filmul a câștigat premiul cel mai bun documentar la Festivalul de Film Philip K. Dick din New York și a fost prezentat pe Coast to coast AM și The Huffington Post.
Povestea lui Montauk este prezentată proeminent și în romanul lui Thomas Pynchon, 2013, Bleeding Edge. 

## Vezi si
- Lista teoriilor conspirației